# Ciompi
 (décembre 2023).
Si vous disposez d'ouvrages ou d'articles de référence ou si vous connaissez des sites web de qualité traitant du thème abordé ici, merci de compléter l'article en donnant les références utiles à sa vérifiabilité et en les liant à la section « Notes et références ».

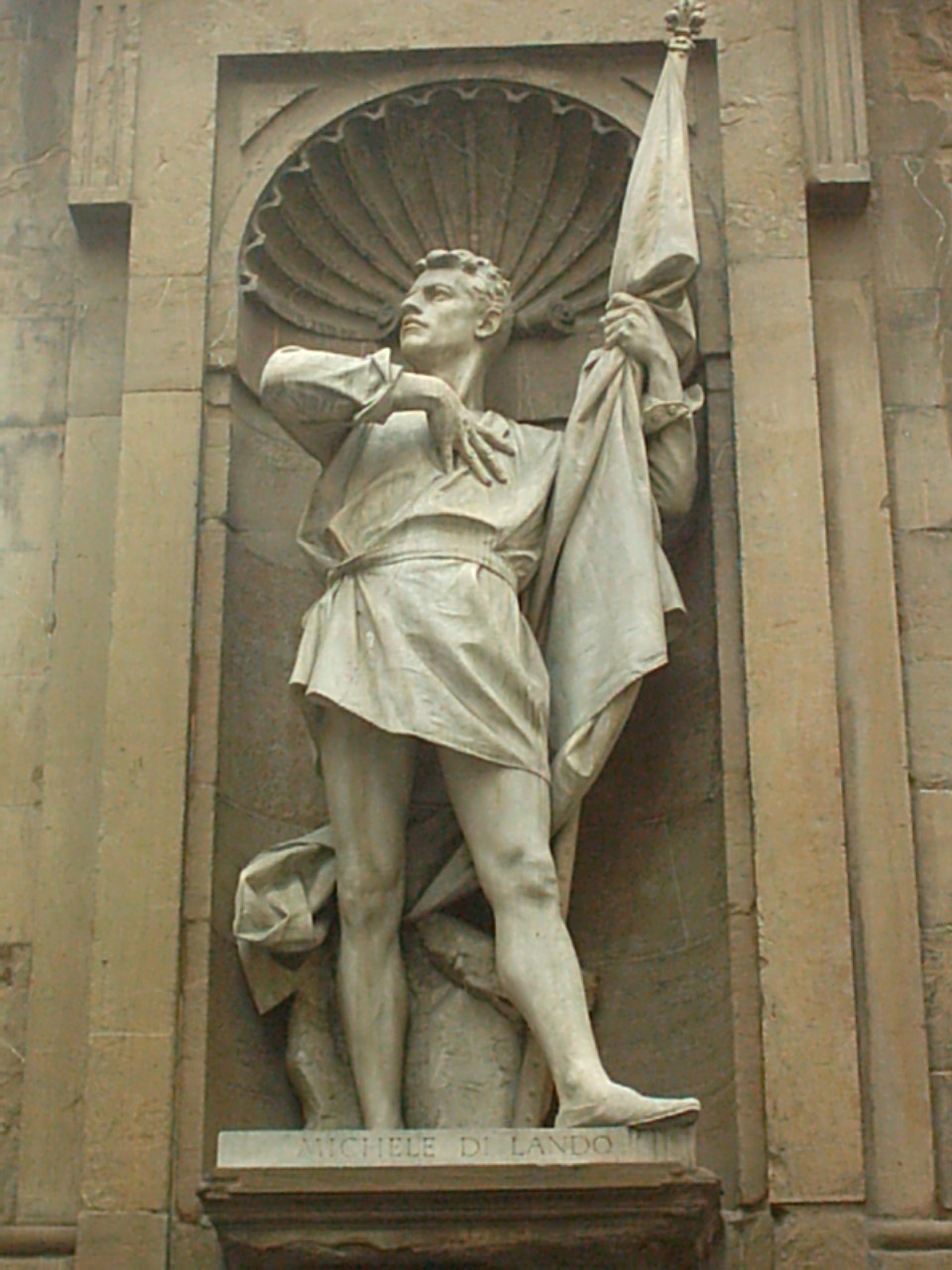
La statue de Michele di Lando, conçue par Ippazio Antonio Bortone en 1895, comme outil de propagande
Loggia del Mercato Nuovo, Florence.

Le mot Ciompi (mot d'origine toscane, au pluriel, non traduit : i Ciompi, « les Ciompi ») désigne au Moyen Âge la catégorie la plus pauvre des travailleurs de l'industrie textile de la république de Florence.
Ces travailleurs pauvres, généralement sans emploi (en toscan, scopierati), qui ne sont pas organisés dans une guilde, sont à l'origine d'une des grandes révoltes du XIVe siècle : la révolte des Ciompi (il tumulto dei Ciompi), de juin à août 1378.
Dirigés par Michele di Lando (1343-après 1384), ils réussissent à obtenir en juillet la création de guildes spécifiques et Michele di Lando, simple ouvrier cardeur, est promu gonfalonnier de justice de la république de Florence. Mais l'exercice du pouvoir n'est pas sans problèmes et le mois d'août voit le retour à l'ordre antérieur.
Cette révolte fait l'objet de développements dans l'Histoire de Florence de Machiavel, qui la présente du point de vue des classes supérieures.

## Contexte socio-économique

### La république de Florence
La république de Florence résulte du recul de l'emprise du Saint-Empire en Italie, permettant aux villes d'Italie centrale, notamment de Toscane, de se constituer en communes, en ce qui concerne Florence à partir de 1115.
La commune de Florence (1115-1434) a un système de gouvernement, dont l'organe essentiel est la Seigneurie (Signoria di Firenze), formée à partir de 1282 de neuf membres, dont six issus des guildes majeures (artie maggiori dits arti di Calimala) et deux des guildes mineures (arti minori). Le neuvième membre, le gonfalonnier de justice, est issu d'une des principales familles de la ville.

### Une puissance économique à l'échelle européenne
- commerce, banque, industrie textile
- familles Alberti, Médicis, etc.
- ces entreprises ont des agents voire des agences à Paris, à Bruges, à Avignon, à Cologne, etc.

### L'activité textile à Florence
La manufacture textile est une des activités qui fondent la prospérité de Florence au Moyen Âge, aux côtés du commerce et de la banque.
- Arti di Firenze : ce sont les organisations de métier (qu'on appelle souvent « corporations », terme est anachronique au Moyen Âge), en France : les « métiers », « jurandes », etc.

Dans le domaine de l'artisanat textile, il y a les cardeurs, les tisserands, les teinturiers, les marchands-drapiers (dont l'activité peut s'étendre à toute l'Europe).
L'industrie lainière est organisée par un organisme appelé l’Arte della Lana (« Métier de la laine »).

### La société florentine
- popolo minuto et popolo grasso
- ciompi

## Contexte historique

### À moyen terme (les problèmes duXIVesiècle)
- Grande peste de 1348, et ses fréquentes séquelles
- Guerre de Cent Ans en France (limitation des débouchés de l'industrie florentine)

### À court terme (les années 1370)
- Conflit entre le pape Grégoire XI et les Visconti, seigneurs de Milan (1371-1375) : cette guerre touche indirectement la république de Florence, alors alliée au pape ;
- Conflit entre la république de Florence et le pape Grégoire XI : la guerre des Huit Saints (1375-1378). La guerre prend fin avec la mort de Grégoire XI (mars 1378) et la paix est rétablie par le traité de Tivoli (juillet 1378). La république a dépensé beaucoup d'argent, et malgré la taxation du clergé (otto dei preti), toutes les catégories sociales ont été touchées.

## La révolte de 1378
En 1378, au moment où la république retrouve la paix extérieure, a lieu la « révolte des Ciompi », une brève insurrection de la classe populaire laissée pour compte, qui resta un souvenir traumatisant pour les membres des métiers (et grâce auquel on peut expliquer le soutien apporté aux Médicis longtemps plus tard, représentants la stabilisation de l’ordre florentin).[pas clair]
La révolte porta brièvement au pouvoir un niveau de démocratie sans précédent européen dans la Florence du XIVe siècle.[pas clair]

### Origines et début de la révolte
Ce sont des tensions entre grassi qui déclenchent le soulèvement. Des membres des classes populaires, appelées à prendre part au mouvement de la fin du mois de juin de 1378, prirent plus d’importance à partir de juillet.
Ils présentent plusieurs pétitions à la Seigneurie de Florence, organe exécutif du gouvernement de la république, réclamant une politique fiscale plus équitable et le droit de constituer des arts pour ces groupes qui n’en ont pas encore.

### La révolution florentine du 22 juillet 1378
Le 22 juillet, les insurgés s'emparent du Palais di la Signoria (l'actuel Palazzo Vecchio) où siège les prieurs. Ils y exhibent leur bannière. Ils forment un gouvernement provisoire et  imposent au gouvernement de désigner le cardeur de laine Michele di Lando comme gonfalonier de justice.

### L'échec du gouvernement des Ciompi
Mais au bout de quelques semaines, les Ciompi sont déçus, car le nouveau gouvernement échoue à satisfaire leurs demandes.
Les conflits entre les arts mineurs et les Ciompi apparaissent.

### Le retour à l'ordre antérieur (31 août)
Le gouvernement populaire est renversé lorsque les arts majeurs et mineurs s’unissent pour rétablir l’ordre antérieur. Le chevalier Salvestro de' Medicis joue un rôle essentiel dans ce processus.
Le 31 août, un groupe important de Ciompi s’étant réuni sur la Piazza della Signoria est dispersé par les arts majeurs et mineurs redevenus alliés.
Les arts des Ciompi sont abolis et la domination des arts les plus puissants est rétablie pour quatre ans.

## Suites

### Alliance des Ciompi et des Albizzi (1382-1434)
Après l'annulation de la mesure contre l'art des Ciompi en 1382, ils s'allient avec les Albizzi qui dominent la vie politique florentine jusqu'en 1434, date du retour des Médicis, qui entraîne le départ des Albizzi et de leurs alliés, les familles Perussi, Barbadori et Strozzi.

## Machiavel et la révolte des Ciompi
L'Histoire de Florence de Nicolas Machiavel représente la révolte avec une série de débats imaginés et des discours rapportant les positions des protagonistes, selon le point de vue de ce champion de la stabilité de l’État. Ces événements furent vus par l’Église et les classes dominantes comme un phénomène de retour à l’ordre naturel de Dieu.

#### Florence au Moyen Âge
- République de Florence (1115-1532)

#### Révoltes duXIVesiècleauXVIesiècle
- Grande Jacquerie en France (1358)
- Révolte des paysans en Angleterre (1381),
- Rébellion de Jack Cade en Angleterre (1450),
- Guerre des Paysans allemands (1524-1525).

#### Affranchissements par rapport aux seigneurs féodaux
- Communes
- Chartes de franchises
- République des Escartons, dans le Dauphiné de Viennois (charte du 29 mai 1343) : en l'occurrence, il ne s'agit pas du résultat d'une révolte, mais d'un rachat de droits par les habitants. Ce rachat a lieu six ans avant que le dauphin de Viennois, Humbert II, vende son fief (d'Empire) au roi de France Jean II le Bon.

#### Le texte de Machiavel
- Nicolas Machiavel et Simone Weil, La Révolte des Ciompi - Un soulèvement prolétarien à Florence au XIVe siècle, Livre III des Histoires florentines de Machiavel, traduction de Guiraudet, revue par Laura Brignon, précédé d'une introduction de Simone Weil (La Critique Sociale, no 11, mars 1934), postface d'Emmanuel Barot : « 1378 ou l'émergence de la question moderne du sujet révolutionnaire », Toulouse, CMDE - Smolny, 2013.
- « Un soulèvement prolétarien à Florence au XIVe siècle », introduction de Simone Weil à un texte de Machiavel, dans ses Écrits historiques et politiques, Paris, Gallimard, 1960.
- Nicolas Machiavel, Florence insurgée - La révolte des Ciompi, Éditions L'Esprit frappeur, 1998  (ISBN 2-84405-057-3).

#### Autres
- Michel Mollat et Philippe Wolff, Ongles bleus, jacques et ciompi Les révolutions populaires en Europe aux XIVe et XVe siècles, Paris, Calmann-Lévy, 1970, 223 pages.
- Alessandro Stella, La Révolte des Ciompi. Les hommes, les lieux, le travail, Paris, EHESS, 1993.
- (en) Samuel Kline Cohn, Lust for Liberty: The Politics of Social Revolt in Medieval Europe, 1200-1425 ; Italy, France and Flanders, Cambridge (Massachusetts), Harvard University Press, 2006.